# Distretto di Santa Rosa (Cajamarca)
Il distretto di Santa Rosa è uno dei dodici distretti  della provincia di Jaén, in Perù. Si trova nella regione di Cajamarca e si estende su una superficie di 282,8 chilometri quadrati.

Istituito il 28 dicembre 1943, ha per capitale la città di Santa Rosa; al censimento 2005 contava 12.025 abitanti.